# Kargadoor
De Kargadoor is een cultureel-maatschappelijk podium aan de Oudegracht in het centrum van Utrecht.

## Activiteiten
De stichting organiseert en faciliteert programma als comedy, dialoog, muziek, theater, discussie en film. Dit wordt mogelijk gemaakt door tientallen vrijwilligers en een betaalde staf. Het podium ontvangt geen structurele subsidie en financiert programmering en kosten door het verhuren van zalen en horecaomzetten. 
De Kargadoor biedt onderdak aan meerdere huurders, zoals onder andere De Goede Zaak, Rechtswinkel en Kunstbende.
Vanaf de zomer 2024 zal De Kargadoor zich heroriënteren op haar plek binnen het culturele en maatschappelijk veld. Interimdirecteur Michel Hurkens is in 2024 aangetrokken en zal de organisatie daarin begeleiden.

## Geschiedenis
In 1961 begon De Kargadoor als het Utrechts Jongerencentrum aan de Zuilense Marnixlaan, ook wel Centrum voor ludieke evenementen genoemd. Door rechts werd het gezien als broeinest, door links als broedplaats. In 1969 werden er door Stichting PANN de eerste PANN-Feesten door en voor homo-jongeren georganiseerd. Ook heeft De Kargadoor een rol gespeeld in de ontwikkeling van het eerste Lowlands festival. In november 1967 organiseerde de Utrechtse kunstschilder Bunk Bessels het muziekfestival onder begeleiding van medewerkers van de Kargadoor. De moederstichting van De Kargadoor - de Robert Baelde-stichting - droeg bij middels een subsidie.

### Centrum voor Informatie
Op 31 januari 1970 nam de organisatie, met financiële steun van de gemeente, haar intrek in een pand aan de Oudegracht, dat werd omgedoopt tot Centrum voor Informatie. In datzelfde jaar organiseerde Willem Hoogendijk vanuit De Kargadoor de eerste milieudemonstraties in Nederland. Hoogendijk stond aan de wieg van de Aktie Strohalm en Stichting Milieu-educatie.

### Muurkrant
In de jaren 1970 werd in De Kargadoor de gezeefdrukte Utrechtse Muurkrant gemaakt door (ex-)studenten en wekelijks overal in Utrecht aangeplakt. Het was een blad, dat graag publiceerde over onder andere misstanden door en acties tegen huisbazen, bedrijfsleiders, het gemeentebestuur, de regering en Amerikaanse 'imperialisten'. De Muurkrant was anoniem, alleen de plaats waar een kopijbus stond (Jongerencentrum De Kargadoor) was bekend.

### Stichting Vrije Sentra
In 1971 werd de Stichting Vrije Sentra (SVS) opgericht met de secties milieu (De Kargadoor), onderwijs en politieke kultuur (RASA) en anti-imperialisme en welzijn (de Raadskelder). De SVS werd in 1984 geliquideerd. Vanaf dat moment moest De Kargadoor het zonder overheidssubsidie zien te redden.

### Maria’s Kerst-In
De Utrechtse Maria Hendriks organiseerde sinds 2000 een Kerst-In voor dakloze Utrechters. Samen met andere vrijwilligers en middenstanders zorgde Maria voor iets te eten en drinken en warme kleding. Het feestje vond elk jaar plaats op Tweede kerstdag aan de werf bij de Oudegracht 36. Na haar overlijden in 2010 werd de traditie voortgezet door organisaties als Emmaus, De Tussenvoorziening en Kargadoor onder de naam Maria’s Kerst-In. Sinds 2018 wordt de bijeenkomst in de zomer georganiseerd.

## Gebouw

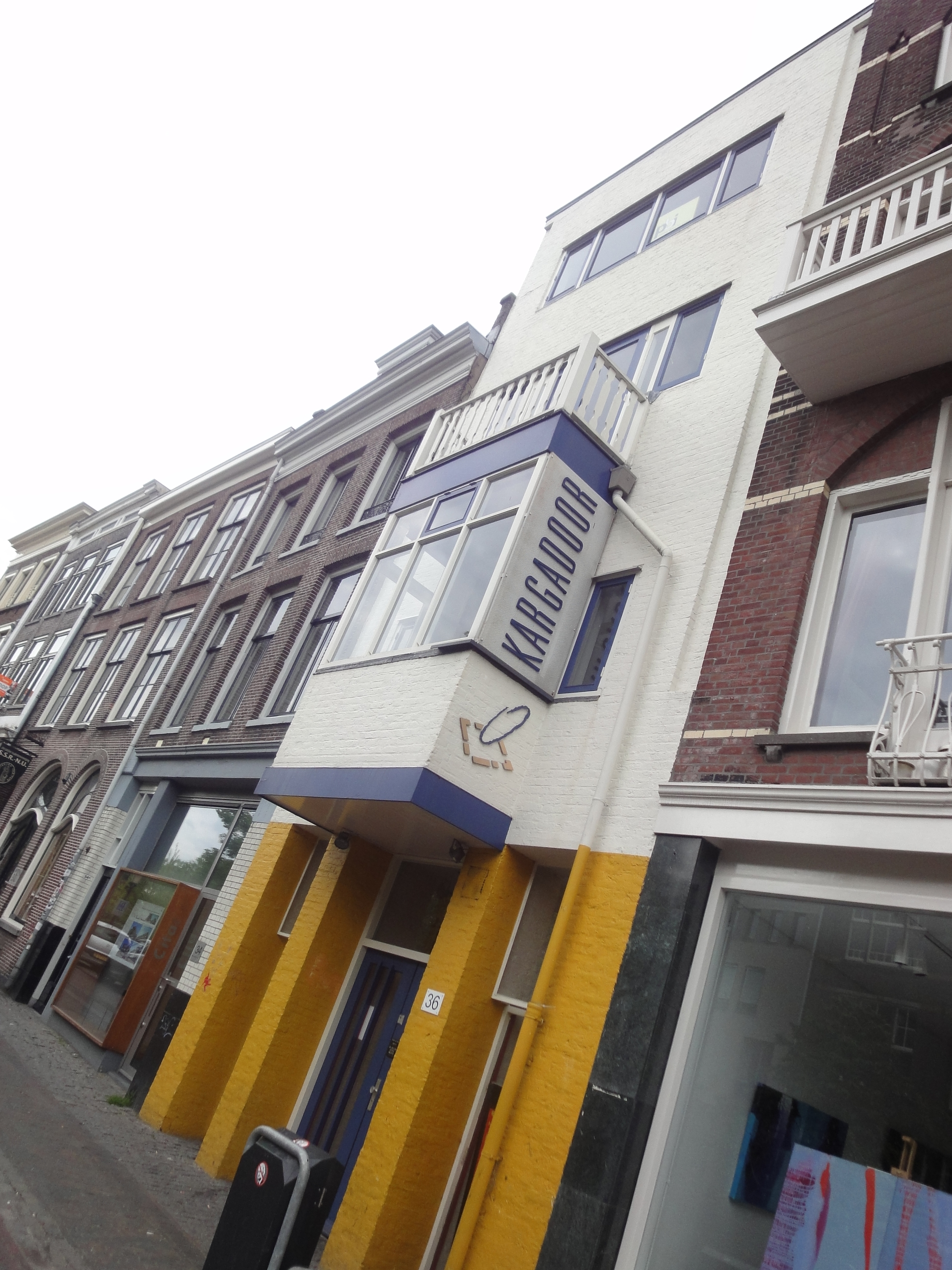
Oudegracht 36 op 13 mei 2012

Het ontwerp van de verbouwing van het pand aan de Oudegracht 36 was van architect Mart van Schijndel. Hij nam de verbouwing in zijn werkoverzicht op als Opus 1. Van Schijndel wilde met de transparantie van de overwegend glazen pui uitdrukking geven aan de beoogde communicatie tussen het informatiecentrum en de straat. Oorspronkelijk lagen binnen in het pand dezelfde stoeptegels als waarmee de Oudegracht bestraat was. De architect wilde binnen en buiten naadloos in elkaar laten overlopen. Inmiddels heeft de Oudegracht andere bestrating gekregen en is ook in het pand zelf de vloer vervangen door een betonvloer. Mede door de paarsblauwe kleur waarin de bakstenen waren geschilderd trok de strakke gevel de aandacht in de grachtenwand.
Binnen in het pand streefde hij een meer doelmatige indeling na en maakte korte metten met de wirwar van trapjes, kamers en gangen. De wanden bekleedde hij met gekleurde emaillen staalplaten. Op 31 januari 2010 vierde De Kargadoor haar 40-jarige bestaan aan de Oudegracht waarbij de grote zaal werd omgedoopt tot de Sonja van der Gaastzaal naar de voorzitter van de Robert Baelde-stichting van waaruit De Kargadoor ontstond.